# باد أولدزلوه
باد الدزوله (بالألمانية: Bad Oldesloe) هي بلدة ألمانية تقع في ألمانيا في شليسفيغ هولشتاين. يقدر عدد سكانها بـ 24,172 نسمة .

## المدن التوأمة
مدن كووبجك، Olivet وبئر يعقوب هي مدن توأمة لـباد الدزوله.

## أعلام
- مينو سيمونز
- فينسنت فايس
- روين هيننينجز
- يوليا جورجيس
- أكسل فيشر
- درين فيكا